# Гомоморфізм
В алгебрі гомоморфізм — це зберігаюче структуру відображення між двома алгебричними структурами того ж самого типу (наприклад, двома групами,
двома кільцями, двома векторами просторами).
Слово гомоморфізм у перекладі з давньогрецької грец. homos – однаковий і грец. morphe – форма, вид.  Цей термін з'явився ще в 1892, його припусували німецькому математику Феліксу Клейну (1849—1925).
Гомоморфізми двох векторних просторів також називають лінійними відображеннями, а їх дослідженнями займається лінійна алгебра.
Поняття гомоморфізму було узагальнено під назвою морфізм для багатьох структур, що не мають множини-носія або не є алгебраїчними. Це узагальнення — відправна точка теорії категорій
Гомоморфізм може також бути ізоморфізмом, ендоморфізмом, автоморфізмом і т.п. (дивись нижче). Кожен з цих гомоморфізмів може бути визначений способом, який можна узагальнити до будь-якого класу морфізмів.

## Означення
Гомоморфізм — це відображення між двома алгебричними структурами одного типу (з однаковими назвами), що  зберігає операції цих структур.
Це означає відображення {\displaystyle f\colon A\rightarrow B} між двома множинами {\displaystyle A}, {\displaystyle B}, які мають однакові структуру такі, що якщо {\displaystyle \cdot } — операція цієї структури (для спрощення вважаємо її бінарною операцією), тоді
{\displaystyle f(x\cdot y)=f(x)\cdot f(y)}
для будь-якої пари елементів {\displaystyle x},{\displaystyle y} множини {\displaystyle A}. Часто говорять, що гомоморфізм {\displaystyle f} зберігає операцію або сумісний з операцією.
Формально, відображення {\displaystyle f\colon A\rightarrow B} зберігає операцію  {\displaystyle \mu } арності {\displaystyle k}, яка визначена на обох множинах, якщо
{\displaystyle f(\mu _{A}(a_{1},\dots ,a_{k}))=\mu _{B}(f(a_{1}),\dots ,f(a_{k}))},
для всіх елементів  {\displaystyle a_{1},\dots ,a_{k}} множини  {\displaystyle A}.
Операції, що повинні зберігатися при гомоморфізмі, включають 0-арні операції, тобто константи. Зокрема, коли  нейтральний елемент вимагається типом структури, то нейтральний елемент першої структури має відображатися в відповідний нейтральний елемент другої структури.
Наприклад,
- Гомоморфізм напівгруп — це відображення між напівгрупами, що зберігає операції напівгруп.
- Гомоморфізм моноїдів[en] — це відображення між моноїдами, що зберігає операції моноїдів та відображає нейтральний елемент першого моноїду у нейтральний елемент другого моноїду (нейтральний елемент це 0-арна операція).
- Гомоморфізм груп — це відображення між двома групами, що зберігає операції груп.

З цього випливає, що гомоморфізм груп відображає нейтральний елемент першої групи у нейтральний елемент другої групи, та відображає обернений  елемент першої групи у обернений образ цього елемента.
Тому, гомоморфізм напівгруп між групами обов'язково є гомоморфізмом груп.
- Гомоморфізм кілець — це відображення між кільцями, що зберігає додавання в кільцях, множення в кільцях та мультиплікативні тотожності.
- Лінійне відображення — це гомоморфізм векторних просторів, тобто гомоморфізм груп між векторними просторами, що зберігає структури абелевих груп та множення на скаляр.
- Гомоморфізм модулів[en], також називають лінійним відображення між модулями, визначають аналогічним чином.
- Гомоморфізм алгебр(інші мови) — це відображення, що зберігає операції алгебри.

Алгебраїчна структура може мати більше однієї операція та гомоморфізм повинен зберігати кожну операцію.
Таким чином, відображення, що зберігає тільки деякі операції не є гомоморфізмом структури, але лише гомоморфізмом субструктури, що отримується при розгляді лише збережених операцій.
Наприклад, відображення між моноїдами, що зберігає операцію моноїда, а не нейтральний елемент, не є гомоморфізмом моноїду, але є гомоморфізмом напівгрупи.
При гомоморфізмі між алгебричними структурами позначення операцій в них не обов'язково повинні збігатися. Наприклад, дійсні числа утворюють групу з операцією додавання, а додатні дійсні числа утворюють групу з операцією множення. Експонента
{\displaystyle x\mapsto {\rm {e}}^{x}}
задовольняє співвідношення
{\displaystyle {\rm {e}}^{x+y}={\rm {e}}^{x}{\rm {e}}^{y}}
та визначає гомоморфізм між цими двома групами.
Більш того, це навіть ізоморфізм (дивись нижче), бо її обернена функція (натуральний логарифм) задовольняє співвідношення
{\displaystyle \ln(xy)=\ln(x)+\ln(y)}
і це також гомоморфізм між групами.
В термінах універсальної алгебри, це відображення {\displaystyle \phi \colon A\rightarrow B}, алгебричної системи {\displaystyle A} в алгебраїчну систему {\displaystyle B} того ж типу, що зберігає алгебраїчну операцію: 
{\displaystyle \phi (f_{A}(x_{1},\ldots ,x_{n}))=f_{B}(\phi (x_{1}),\ldots ,\phi (x_{n}))}
для кожної {\displaystyle n}-арної операції {\displaystyle f} і {\displaystyle \forall x_{i}\in A}.

## Базові приклади

Гомоморфізм
моноїду з моноїду у моноїд визначається функцією. Гомоморфізм є ін'єктивним, але не є сюр'єктивним.

Дійсні числа є кільцем, що має додавання і множення. Множина всіх {\displaystyle 2\times 2} матриць також кільце над додаванням матриць і множенням матриць.  Якщо ми визначимо функцію між цими кільцями так:
{\displaystyle f(r)={\begin{pmatrix}r&0\\0&r\end{pmatrix}}}
де {\displaystyle r} дійсне число. Тоді {\displaystyle f} — гомоморфізм кілець, бо {\displaystyle f} зберігає і додавання:
{\displaystyle f(r+s)={\begin{pmatrix}r+s&0\\0&r+s\end{pmatrix}}={\begin{pmatrix}r&0\\0&r\end{pmatrix}}+{\begin{pmatrix}s&0\\0&s\end{pmatrix}}=f(r)+f(s)}
і множення:
{\displaystyle f(rs)={\begin{pmatrix}rs&0\\0&rs\end{pmatrix}}={\begin{pmatrix}r&0\\0&r\end{pmatrix}}{\begin{pmatrix}s&0\\0&s\end{pmatrix}}=f(r)\,f(s).}
Інший приклад, ненульові комплексні числа утворюють групу над множенням, так само як ненульові дійсні числа. (Нуль треба виключити, бо він не має оберненого елемента, який повинен бути в елементів групи.) Визначимо функцію {\displaystyle f} з ненульових комплексних чисел в ненульові дійсні числа так
{\displaystyle f(z)=|z|.\,\!}
Де, {\displaystyle f(z)} — абсолютне значення (або модуль) комплексного числа {\displaystyle z}. Тоді {\displaystyle f} — гомоморфізм групи, бо воно зберігає множення:
{\displaystyle f(z_{1}z_{2})=|z_{1}z_{2}|=|z_{1}|\,|z_{2}|=f(z_{1})\,f(z_{2}).}
Зауважте, що {\displaystyle f} не можна поширити на гомоморфізм груп (з комплексних в дійсні), бо вона не зберігає додавання:
{\displaystyle |z_{1}+z_{2}|\neq |z_{1}|+|z_{2}|.}
Як приклад на діаграмі показано гомоморфізм
моноїду {\displaystyle f} від моноїду {\displaystyle (\mathbb {N} ,+,0)} до моноїду {\displaystyle (\mathbb {N} ,\times ,1)}.
Завдяки різним назвам відповідних операцій, властивості збереження структури, яким задовольняє $f$, запишуться як {\displaystyle f(x+y)=f(x)\times f(y)} та {\displaystyle f(0)=1}.
Композиційна алгебра {\displaystyle A} над полем {\displaystyle \mathbb {F} } має квадратичну форму, яка називається нормою, {\displaystyle N\colon A\rightarrow \mathbb {F} }, яка є груповим гомоморфізмом з мультиплікативної групи алгебри {\displaystyle A} у мутиплікативну групу поля {\displaystyle \mathbb {F} }.

## Типи гомоморфізмів
Кожен тип алгебричних структур має свій гомоморфізм:
- Гомоморфізм груп
- Гомоморфізм кілець
- Гомоморфізм модулів
- Лінійний оператор (гомоморфізм векторних просторів)
- Гомоморфізм алгебр

## Часткові випадки
Декілька видів гомоморфізму мають спеціальні назви, які також визначаються для загальних морфізмов.

### Ізоморфізм
Ізоморфізм — бієктивний гомоморфізм.:134 :28
Ізоморфізм між алгебричними структурами одного типу зазвичай визначають як бієктивний гомоморфізм.
У більш загальному контексті теорії категорій ізоморфізм визначається як морфізм, який має обернене відображення, яке також є морфізмом.
У випадку алгебраїчних структур ці два означення є еквівалентними, хоча вони можуть відрізнятися для неалгебраїчних структур, які мають множину-носія.
Точніше, якщо
{\displaystyle f\colon \ A\to B}
є (гомо)морфізмом, то він має обернений, якщо існує гомоморфізм
{\displaystyle g\colon \ B\to A}
такий, що
{\displaystyle f\circ g=\operatorname {Id} _{B}\quad {\text{та}}\quad g\circ f=\operatorname {Id} _{A}.}
Якщо {\displaystyle A} та {\displaystyle B} мають множини-носії та {\displaystyle f\colon A\to B} має обернене відображення {\displaystyle g}, тоді {\displaystyle f} є бієктивним. Дійсно, {\displaystyle f} є ін'єктивним, оскільки з {\displaystyle f(x)=f(y)} випливає, що {\displaystyle x=g(f(x))=g(f(y))=y}, та {\displaystyle f} є сюр'єктивним, так як для будь-якого {\displaystyle x} з {\displaystyle B} маємо, що {\displaystyle x=f(g(x))}, і {\displaystyle x} є образом елемента з {\displaystyle A}.
Навпаки, якщо {\displaystyle f\colon A\to B} — бієктивний гомоморфізм між алгебраїчними структурами, нехай {\displaystyle g\colon B\to A} — таке відображення, щоб {\displaystyle g(y)} єдиний елемент {\displaystyle x} з {\displaystyle A} такий, що {\displaystyle f(x)=y}.
Маємо, що {\displaystyle f\circ g=\operatorname {Id} _{B}} та {\displaystyle g\circ f=\operatorname {Id} _{A}}, і залишається лише показати, що {\displaystyle g} є гомоморфізмом.
Якщо {\displaystyle *} є бінарною операцією структури, то для будь-якої пари {\displaystyle x}, {\displaystyle y} елементів з {\displaystyle B} маємо:
{\displaystyle g(x*_{B}y)=g(f(g(x))*_{B}f(g(y)))=g(f(g(x)*_{A}g(y))))=g(x)*_{A}g(y)}
і, таким чином, {\displaystyle g} сумісний з операцією {\displaystyle *}.
Оскільки доведення аналогічне для будь-якої арності, то це означає, що {\displaystyle g} — гомоморфізм.
Це доведення не працює для неалгебраїчних структур.
Наприклад, для топологічних просторів морфізм є неперервним відображенням, а обернене до бієктивного неперервного відображення не обов'язково є неперервним.
Ізоморфізм топологічних просторів, який називається гомеоморфізмом або бінеперервним відображенням, таким чином, є бієктивним неперервним відображенням, обернене до якого також є неперервним.

### Ендоморфізм
Ендоморфізм — гомоморфізм алгебраїчної категорії самої в себе.
Ендоморфізм — це гомоморфізм, область визначення якого збігається з кообластю, або, в більш загальному сенсі, морфізм, джерело якого дорівнює цілі.:135
Ендоморфізми алгебричної структури або об'єкта категорії утворюють моноїд за композицією.
Ендоморфізми векторного простору або модуля утворюють кільце.
У випадку векторного простору або вільного модуля скінченної розмірності, вибір базису індикує ізоморфізм кільця між кільцем ендоморфізмів і кільцем квадратних матриць тієї ж розмірності.

### Автоморфізм
Автоморфізм — ендоморфізм, що є одночасно ізоморфізмом.:135
Автоморфізми алгебричної структури або об'єкта категорії утворюють групу за композицією, яка називається групою автоморфізмів структури.
Багато іменних груп є групами автоморфізмів деякої алгебричної структури. Наприклад, загальна лінійна група {\displaystyle {\rm {GL}}_{n}(k)} — група автоморфізмів векторного простору розмірності {\displaystyle n} над полем {\displaystyle k}.
Групи автоморфізмів полів були введені Еваристом Галуа
при дослідженні коренів многочленів і є основою теорії Галуа.

### Мономорфізм
Мономорфізм — ін'єктивний гомоморфізм.:134 :29
У загальному контексті теорії категорій мономорфізм визначається як морфізм, який є лівим скороченням. Це означає, що (гомо)морфізм {\displaystyle f\colon A\to B} є мономорфізмом, якщо для будь-якої пари морфізмів {\displaystyle g}, {\displaystyle h} з будь-якого іншого об'єкта {\displaystyle C} в {\displaystyle A}, з 
{\displaystyle f\circ g=f\circ h} випливає, що {\displaystyle g=h}.
Ці два означення мономорфізму еквівалентні для всіх загальних алгебраїчних структур.
Точніше, вони еквівалентні для полів, для яких будь-який гомоморфізм є мономорфізмом, і для многовидів універсальної алгебри, тобто алгебраїчних структур, для яких операції і аксіоми (тотожності) визначаються без будь-яких обмежень (поля не утворюють многовидів, так як мультиплікативні обернені визначаються або як унітарна операція, або як властивість множення, які в обох випадках визначаються тільки для ненульових елементів).
Зокрема, два означення мономорфізму еквівалентні для множин, магм, напівгруп, моноїдів, груп, кільць, полів, векторних просторів і модулів.
Розщеплений мономорфізм — це гомоморфізм, який має лівий обернений, і, таким чином, сам є правим оберненим цього іншого гомоморфізму.
Тобто гомоморфізм {\displaystyle f\colon A\to B} є розщепленим мономорфізмом, якщо існує гомоморфізм {\displaystyle g\colon B\to A} такий, що {\displaystyle g\circ f=\operatorname {Id} _{A}}.
Розщеплений мономорфізм завжди є мономорфізмом для обох значень мономорфізму.
Для множин і векторних просторів будь-який мономорфізм є розщепленим мономорфізмом, але ця властивість не виконується для більш загальних алгебраїчних структур.

### Епіморфізм
Епіморфізм — сюр'єктивний гомоморфізм.
В алгебрі епіморфізми часто визначаються як сюр'єктивні гомоморфізми.:134:43 З іншого боку, в теорії категорій епіморфізми визначаються як скоротні справа морфізми. Це означає, що (гомо)морфізм {\displaystyle f\colon A\to B} є епіморфізмом, якщо для будь-якої пари {\displaystyle g}, {\displaystyle h} морфізмів з {\displaystyle B} до будь-якого іншого об'єкта {\displaystyle C}, рівність {\displaystyle g\circ f=h\circ f} означає {\displaystyle g=h}.
Сюр'єктивний гомоморфізм завжди є скоротним справа, але ця домовленість не завжди вірна для алгебраїчних структур. Однак, два визначення епіморфізму тотожні для множин, векторних просторів, абелевих груп, модулів (див. нижче для доведення) і груп. Важливість цих структур у всій математиці, і особливо в лінійній алгебрі та гомологічній алгебрі, може пояснити співіснування двох нетотожних визначень.
Алгебраїчні структури, для яких існують несюр'єктивні епіморфізми, включають напівгрупи і кільця. Основним прикладом є те що цілі числа входять до раціональних чисел, що є гомоморфізмом кілець і мультиплікативних напівгруп. Для обох структур це мономорфізм і не сюр'єктивний епіморфізм, але не ізоморфізм.
Широким узагальненням цього прикладу є локалізація кільця мультиплікативною множиною. Кожна локалізація — це кільцевий епіморфізм, який, в загальному випадку, не сюр'єктивний. Оскільки локалізації є фундаментальними в комутативній алгебрі та алгебричній геометрії, це може пояснити, чому в цих областях визначення епіморфізмів як скоротних справа гомоморфізмів, як правило, є кращим.
Розділений епіморфізм — це гомоморфізм, що має праве обернення і, таким чином, сам по собі є лівим оберненням від цього іншого гомоморфізму. Тобто гомоморфізм {\displaystyle f\colon A\rightarrow B} є розділеним епіморфізмом, якщо існує гомоморфізм {\displaystyle g\colon B\rightarrow A} такий, що {\displaystyle f\circ g=\operatorname {Id} _{B}.} Розділений епіморфізм завжди є епіморфізмом для обох значень епіморфізму. Для множин та векторних просторів, будь-який епіморфізм це розділений епіморфізм, та ця властивість не буде виконуватися для всіх алгебраїчних структур.
У підсумку, маємо
розділений епіморфізм {\displaystyle \Rightarrow } епіморфізм(сюр'єктивний) {\displaystyle \Rightarrow } епіморфізм (скоротний справа)
останнє значення - еквівалентність множин, векторних просторів, модулів і абелевих груп; перше значення - еквівалентність множин і векторних просторів.

## Ядро та образ гомоморфізму
- Гомоморфізм {\displaystyle \phi \colon A\rightarrow B} визначає відношення еквівалентності {\displaystyle \sim } в {\displaystyle A} так:

{\displaystyle x\sim y\ \iff \ \phi {(x)}=\phi {(y)}.}
Відношення {\displaystyle \sim } називається ядром {\displaystyle \phi }.
- Фактор-множина {\displaystyle X/\!\sim } ізоморфна образу {\displaystyle \phi }.

## Властивості
- Множина всіх ендоморфізмів множини {\displaystyle X} утворює моноїд, позначається {\displaystyle \operatorname {End} (X)}.
- Множина всіх автоморфізмів множини {\displaystyle X} утворює групу, позначається {\displaystyle \operatorname {Aut} (X)}.

## Практичне значення
Поняття гомоморфізму і споріднені з ним поняття ізоморфізму і автоморфізму мають величезне практичне значення, так як вони дозволяють представляти одну модель іншою моделлю.

## Нотатки
1. ↑  Як це часто буває, але не завжди, тут використовуються однакові символи для операції для обох множин {\displaystyle A} та {\displaystyle B}.

### Українською
- (укр.) Гаврилків В. М. Елементи теорії груп та теорії кілець. — І.-Ф.  : Голіней, 2023. — 153 с.

### Іншими мовами
- Кон П. Универсальная алгебра. — Москва : Мир, 1968. — 351 с.(рос.)